# 天神町 (桐生市)
天神町（てんじんちょう）は群馬県桐生市の町名。現行行政地名は天神町一丁目から天神町三丁目。郵便番号は376-0052。

## 地理
桐生市の中部に位置する。東久方町・西久方町・平井町とともに桐生市第十区に属する。
東北部は桐生川を境として菱町に、東部は東久方町に、南部は本町に、西部は西久方町に、西北部は平井町に、北部は梅田町にそれぞれ接する。
群馬県道・栃木県道66号桐生田沼線・山手通り・中通りが通じている。桐生天満宮・群馬大学理工学部がある町内南部が一丁目、中部が二丁目、北部が三丁目となっている。

## 歴史
かつての下久方村の一部にあたる。1889年（明治22年）の町村制施行により、桐生新町、新宿村、安楽土村、下久方村、上久方村平井が合併して桐生町が発足、下久方村は桐生町の大字の一つとなる。1921年（大正10年）の市制施行を経て、1929年（昭和4年）に大字が廃止され現在の町名である「天神町」となった。

## 世帯数と人口
2022年（令和4年）1月31日現在の世帯数と人口は以下の通りである。
| 丁目         | 世帯数  | 人口    |
| ------------ | ------- | ------- |
| 天神町一丁目 | 62世帯  | 118人   |
| 天神町二丁目 | 245世帯 | 444人   |
| 天神町三丁目 | 473世帯 | 842人   |
| 計           | 780世帯 | 1,404人 |

## 小・中学校の学区
市立小・中学校に通う場合、学区は以下の通りとなる。
| 丁目         | 番地 | 小学校           | 中学校             |
| ------------ | ---- | ---------------- | ------------------ |
| 天神町一丁目 | 全域 | 桐生市立北小学校 | 桐生市立清流中学校 |
| 天神町二丁目 | 全域 | 桐生市立北小学校 | 桐生市立清流中学校 |
| 天神町三丁目 | 全域 | 桐生市立北小学校 | 桐生市立清流中学校 |

## 交通

### 鉄道
町内に鉄道駅はない。

### バス
かつて、天神二丁目に東武バス桐生出張所が設置され、桐生市内の路線をはじめ、最盛期は伊勢崎市や太田市や栃木県足利市への路線も運行されていたが1995年9月末までに順次廃止され、最後まで残った桐生市内の路線も1996年3月31日をもって廃止され、4月1日よりすべての路線バスがおりひめバスによる運行となった。

### 道路
- 群馬県道・栃木県道66号桐生田沼線

## 施設
- 群馬大学 桐生キャンパス
- 天神町児童公園
- 桐生天満宮

## 避難所
- 群馬大学理工学部 体育館・工学部会館駐車場・テニスコート（洪水災害、土砂災害、大規模火災、内水氾濫時の緊急避難場所）[12]
- ふれあいホーム（土砂災害時の緊急避難場所）
- 天神町児童公園（土砂災害、地震時の緊急避難場所）